# サン・ボニファーチョ
サン・ボニファーチョ（伊: San Bonifacio）は、イタリア共和国ヴェネト州ヴェローナ県にある、人口約21,000人の基礎自治体（コムーネ）。

## 地理

### 位置・広がり

#### 隣接コムーネ
隣接するコムーネは以下の通り。括弧内のVIはヴィチェンツァ県所属を示す。
- アルコレ
- ベルフィオーレ
- ガンベッラーラ (VI)
- ロニーゴ (VI)
- モンテフォルテ・ダルポーネ
- ソアーヴェ

### 気候分類・地震分類
気候分類では、zona E, 2348 GGに分類される。
また、イタリアの地震リスク階級 (it) では、zona 3 (sismicità bassa) に分類される。

## 行政

### 分離集落
サン・ボニファーチョには、以下の分離集落（フラツィオーネ）がある。
- Lobia, Locara, Prova, Villabella, Villanova